# Bela Duarte
Bela Duarte és una artista de Cap Verd, nascuda a l'illa de São Vicente i va estudiar arts decoratives a Lisboa, Portugal. Durant la Revolució dels Clavells de Portugal el 1974, va tornar a Cap Verd a Mindelo, juntament amb Manuel Figueira i Queirós Luísa, ella va fer la Cooperativa da Resistência (Cooperativa La Resistència).
Bela Duarte va realitzar obres i pintures a l'oli i acrílic, va treballar màquina de batik. En 1992, juntament amb Luisa Queiros va obrir una galeria a Mindelo "Azul + Azul = Verde" batik, l'artesania i l'artista.
En la dècada de 1970, Bela Duarte va dur a terme amb èxit en nombroses exposicions d'art a Cap Verd, Brussel·les, Portugal, París i els Estats Units per les seves obres batik el 1995.